# فرانك نيكلسون (لاعب كرة قاعدة)
فرانك نيكلسون (بالإنجليزية: Frank Nicholson)‏ هو لاعب كرة قاعدة أمريكي، ولد في 29 أغسطس 1889 في برلين في الولايات المتحدة، وتوفي في 10 نوفمبر 1972 في جيرسي شور في الولايات المتحدة.

## وصلات خارجية
- فرانك نيكلسون على موقعبيزبول رفرنس.كوم (الدوري الرئيسي) (الإنجليزية)
- فرانك نيكلسون على موقعبيزبول رفرنس.كوم (الدوري الثانوي) (الإنجليزية)